# 산드라 노바코바
산드라 노바코바(체코어: Sandra Nováková, 1982년 4월 15일~)는 체코의 배우이다.